# Mars 2MV-4 No.1
Mars 2MV-4 No.1, còn được gọi là Sputnik 22 ở phương Tây, là một tàu vũ trụ của Liên Xô được phóng vào năm 1962 như một phần của chương trình Mars, và dự định sẽ bay ngang qua Sao Hỏa và gửi những hình ảnh chụp được về Trái Đất. Do một vấn đề với tên lửa phóng của Mars 2MV-4 No.1, nó đã bị phá hủy trong quỹ đạo Trái Đất tầm thấp. Đây là tàu vũ trụ đầu tiên trong số hai tàu vũ trụ Mars 2MV-4 được phóng, tàu còn lại là Mars 1 được phóng lên tám ngày sau đó.

## Phóng lên
Với cuộc khủng hoảng tên lửa Cuba đang diễn ra, tàu vũ trụ Liên Xô Mars 2MV-4 No.1 đã được phóng vào lúc 17:55:04 UTC ngày 24 tháng 10 năm 1962, trên đỉnh tên lửa Molniya 8K78. Mars 2MV-4 No.1 được phóng từ Địa điểm 1/5 tại sân bay vũ trụ Baikonur. Khi Blok L bốc cháy sau giai đoạn coast, chất bôi trơn bị rò rỉ ra khỏi turbopump. Điều này khiến cho động cơ chính phát nổ, phá hủy tầng trên và phi thuyền. Hai mươi hai mảnh vỡ từ tàu vũ trụ và tầng trên đã được phân loại, chúng bị tan rã và rơi trở lại khí quyển Trái Đất từ ngày 29 tháng 10 năm 1962 đến ngày 26 tháng 2 năm 1963.